# Tirúa
Tirúa är en kommun i Chile.   Den ligger i provinsen Provincia de Arauco och regionen Región del Biobío, i den södra delen av landet, 600 km söder om huvudstaden Santiago de Chile.
I omgivningarna runt Tirúa växer i huvudsak städsegrön lövskog. Runt Tirúa är det glesbefolkat, med 11 invånare per kvadratkilometer.